# Kanton Montluçon-3
 Montluçon-3 is een kanton van het Franse departement Allier. Het kanton maakt deel uit van het arrondissement Montluçon. Het telt 18.538  inwoners in 2018.
Het kanton  werd gevormd ingevolge het decreet van 27 februari 2014 met uitwerking op 22 maart 2015. 

## Gemeenten
Het kanton omvat de volgende gemeenten, waaronder de 13 gemeenten van het opgeheven kanton Marcillat-en-Combraille:
- Montluçon (hoofdplaats) (zuidoostelijk deel)
- Arpheuilles-Saint-Priest
- La Celle
- Durdat-Larequille
- Marcillat-en-Combraille
- Mazirat
- Néris-les-Bains
- La Petite-Marche
- Ronnet
- Saint-Fargeol
- Saint-Genest
- Saint-Marcel-en-Marcillat
- Sainte-Thérence
- Terjat
- Villebret